# فولکس‌واگن لوپو
فواکس‌واگن لوپو (Volkswagen Lupo) خودرویی است که در سال‌های ۱۹۹۹ تا ۲۰۰۵تولید شده‌است.
این خودرو در کلاس خودرو شهری قرار گرفته،است.